# 板橋敏雄
板橋 敏雄（いたばし としお、1931年1月17日 - 2019年3月25日）は日本の実業家。板通会長、わたらせテレビ社長、公益財団法人ロータリー米山記念奨学会理事長、国際ロータリー会長代理、日台ロータリー親善会議総裁などを歴任した。国際ロータリー超我の奉仕賞等受賞。

## 人物・経歴
1953年一橋大学商学部卒業、三菱商事入社。1959年、当時従業員15人程度だった家業の板橋通商（現板通）に入り、カリスマ的トップに依存した経営体制からの脱却などを行った。1972年柏ハウジング代表取締役。1973年板通通商代表取締役社長。1993年同代表取締役会長。1996年足利ケーブルテレビ（現わたらせテレビ）代表取締役社長。2010年足利ホールディングス取締役及び足利銀行取締役。2013年板通名誉会長、同年めぶきフィナンシャルグループ取締役。
初当選時から茂木敏充衆議院議員を支援して後援会総連合会会長を務めたほか、両毛成型品塗装代表取締役社長、栃木SC取締役、栃木県観光振興・復興県民会議会長、とちぎテレビ取締役なども務めた。
1973年足利東ロータリークラブ会長。1974年栃木県塗料商業会会長。1992年足利市国際交流協会会長。1993年ロータリーの友委員長。同年足利商工会議所会頭。2004年栃木県経済同友会代表幹事。2007年栃木県経済同友会筆頭代表幹事。同年島津久厚の後任の財団法人ロータリー米山記念奨学会理事長。2009年国際ロータリー会長代理。
このうち、足利商工会議所会頭は15年間務め、商店街の衰退などが進む中で足利市のまちおこしにあたり、2003年には地元財界を代表し池田憲人足利銀行頭取に対し強引な債権回収を行わないように要請を行った。2006年の中心市街地の活性化に関する法律改正にあたっては衆議院経済産業委員会参考人を務めた。
ロータリー財団功労表彰状、ロータリー財団特別功労賞、国際ロータリー超我の奉仕賞受賞。2018年、日台ロータリー親善会議総裁として台湾を訪れ、花蓮地震で被災した花蓮市に義援金を送った。
2001年4月、勲四等瑞宝章受章。